# 시모네 인차기
시모네 인차기(Simone Inzaghi, 1976년 4월 5일 ~ )는 이탈리아의 축구 선수 출신 축구 감독으로, 현재 사우디 프로리그의 알힐랄의 감독이다. 현역 시절 포지션은 공격수였다.
형은 유벤투스, AC밀란에서 활약한 공격수 필리포 인차기이다.

## 경력

### 선수

#### 노바라
- 세리에 C2 : 1995-96

#### 루메차네
- 세리에 C2 : 1996-97

#### 라치오
- 세리에 A : 1999-00
- 코파 이탈리아 : 1999-00, 2003-04, 2008-09
- 수페르코파 이탈리아나 : 2000
- UEFA 슈퍼컵 : 1999

### 감독

#### 라치오
- 코파 이탈리아 : 2018-19
- 수페르코파 이탈리아나 : 2017, 2019

#### 인테르나치오날레 밀라노
- 세리에 A : 2023-24
- 코파 이탈리아 : 2021-22, 2022-23
- 수페르코파 이탈리아나 : 2021, 2022, 2023
- UEFA 챔피언스리그 준우승 : 2022-23, 2024-25

### 개인
- 세리에 A 최우수 감독 : 2023-24
- 세리에 A 이 달의 감독 : 21년 12월, 23년 10월, 24년 1월
- 엔초 베아르조트 상 : 2024